# Gesine Brit
Gesine Brit (geboren 1669 vermutlich in Blokzijl; begraben am 31. Oktober 1747 in Amsterdam) war eine niederländische Dichterin.

## Leben
Gesine Brit wurde 1669 vermutlich in Blokzijl geboren. Dort wuchs sie ursprünglich auf, Die Familie zog Anfang 1682 nach Amsterdam. Sie war die Tochter der Mennoniten Maarten Hendriks Brit und Baartje Roelfs und wurde im Februar 1782 mit einer Bescheinigung von Blokzijl in die Gemeinschaft von 't Lam en de Tooren aufgenommen. Ihre Erwachsenentaufe wurde ebenfalls in dieser Gemeinde, am 15. Februar 1688 vollzogen. Dabei waren ihre Eltern ihre Taufzeugen. Es ist ein Bruder Roelof (1677?–1748) bekannt, der am 24. Mai 1729 vom remonstranten Prediger Joannes de Goede in die Gemeinschaft aufgenommen wurde. Ihre Mutter wurde am 16. Januar 1710 in Amsterdam beigesetzt, da war der Vater bereits verstorben.
Ihr Ruf als Dichterin geht auf das Ende des 17. Jahrhunderts zurück, als der Drucker Jacobus van Nieuweveen erklärte, dass „die ehrenwerte Geesje Brit, keine ungeübte Liebhaberin der Poesie“, sich bereit erklärt hatte, an der Neuauflage von „Uyterste“ mitzuarbeiten, dekoriert mit Embleme von Jan Luyken. Gesine Brit schrieb dafür ein Schwellengedicht, in dem sie das Werk lobte. Sie ließ sich dabei von ihrer Überzeugung inspirieren, dass eine christliche Erziehung entscheidend ist, um einen späteren moralischen Verfall zu verhindern. Sie wandte sich an Väter und Mütter und machte nicht, wie üblich, allein die Mutter verantwortlich. Sie ruft die Jugend immer wieder dazu auf, luxuriöse Kleidung und Pracht abzulehnen, sondern ihr Wohlbefinden in „reiner Tugend“ zu suchen. Der Mennonit Adriaan Spinniker (1676–1754), der zum Kreis ihrer spirituellen Freunde gehörte, verfasste kurze Texte zu Luykens Drucken und fügte mehrere Gedichtzyklen hinzu. All dies versetzte den englisch-puritanischen Text vollständig in eine mennonitische Atmosphäre.
In ihren mennonitischen Kreisen wird sich ihr Ruhm auf die jetzt anonyme Mitarbeit an Liederbüchern gegründet haben. Mennoniten besitzen eine blühende Gesangskultur mit zahlreichen Liederbüchern. Die Praxis darin kann die flexible Art Brits, Gedichte zu schreiben, erklären, während sie gleichzeitig Ereignisse und Personen aus der Bibel, der klassischen Antike und unserer eigenen nationalen Geschichte sachkundig verarbeitet. Dies lässt sich in ihrer Übersetzung des lateinischen Gedichts des Rechtsgelehrten Martinus Crellius für die Scherenschnittkünstlerin Joanna Koerten vom April 1696 erkennen. Ihre Kompetenz zeigt sich auch in ihrem eigenen Hirtenlied für Koerten, die ihr großen Ruhm einbrachte. Arnold Houbraken (1660–1719) bewunderte dieses Gedicht sehr und nahm es vollständig in sein Künstlerlexikon auf, einige Jahrzehnte später folgte Jacob Campo Weyerman (1677–1747).
Im Alter von 42 Jahren heiratete sie 1711 in Amsterdam den 10 Jahre jüngeren Jacob van Gaveren (1679?–1727), der am 5. November 1702 in der Mennonitengemeinde De Zon getauft worden war. Aus den Jahren, in denen sie verheiratet war, ist nur ein Werk von ihr bekannt, ihre zehnzeiligen „Zusatzgedichte“ zu den 57 Drucken von Arnold Houbraken in der emblematischen Sammlung Stichtelyke zinnebelangen (1723), die beide Namen trägt. Nach dem Tod ihres Mannes ernannte Gesine Brit ihren Bruder Roelof in einer am 27. Januar 1728 vom Notar H. de Wilde verfassten Prokura zum Bevollmächtigten. Sie wohnte wieder in der Kerkstraat, wahrscheinlich im Mennoniten-Altherrenhaus.
Der Inhalt ihrer Poesie ist biblisch und moralisch. Sie verkehrte mit Hermannus Schyn (1662–1727) aus der orthodoxen Amsterdamer Gemeinde De Zon sowie mit dem bereits erwähnten Spinniker, der dem Freier 't Lam en de Tooren angehörte. Ihr vielzitiertes Koridon und mehrere Nachdrucke der Andachtssymbole aus dem 18. Jahrhundert sorgten dafür, dass Gesine Brit auch nach ihrem Tod im Jahr 1747 noch lange Zeit berühmt blieb. Sie wurde, genau wie ihr Mann 20 Jahre zuvor, auf dem Westerkerkhof beigesetzt.

## Werke
- Uiterste wil van een moeder aan haar toekomend kind, Amsterdam 1698;
- Christelijke Jonkheyd, jongelings samenspraak tusschen wellust en deugd, Amsterdam 1698;
- De Hoovaardige Julia, door haar vader bekeerd, Amsterdam 1698;
- Morgen- en avondzangen, Amsterdam 1699.